# Refrigerator
Refrigerator est un groupe de musique produit par le label indépendant Shrimper Records.

## Liste des titres

### Albums
1. Long 33 13 Play 1996, 18 Wheeler records
2. Refrigerator 1997, Shrimper Records
3. Glitter Jazz, 1999 Shrimper Records
4. Comedy Minus One, 2001 Shrimper Records
5. Upstairs in Your Room, 2004 Shrimper Records